# Buisframe

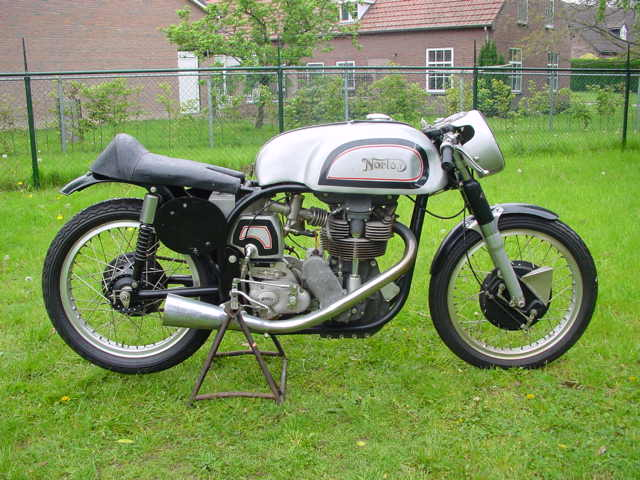
Wellicht het beroemdste buisframe dat ooit is gemaakt is het Featherbed frame van Norton

Een buisframe is een frame van een fiets, bromfiets of motorfiets dat is opgebouwd uit gelaste buizen. Voorbeelden van buisframes zijn de wiegframes of het vakwerkframe.
Achterbrug · Balhoofd · Brugframe · Buisframe · Composietframe · Deltabox · Dubbel wiegframe · Duplex frame · E-box frame · Enkel wiegframe · FAST frame · Featherbed frame · Garden gate frame · Lateral Frame Concept · LCG Twin Tube · Loop Frame · Lowboy frame · MR-Albox · Omega frame · Open frame · Perimeter frame · Pivot frame · Pivotless frame · Plaatframe · Raked frame · Rigid frame · Semi-pivotless frame · Slimline frame · Spaceframe · Springframe · Starframe · Stijf frame · Tankframe · Twin Spar frame · Vakwerkframe · Wiegframe · Zeta frame